# Groupement de soutien de la base de défense de Gap
Le groupement de soutien de la base de défense de Gap (GSBdD GAP) est un organisme militaire interarmées du service du commissariat des armées créé le 1er janvier 2011. Son rôle est de soutenir dans le domaine de l'administration générale et du soutien courant, toutes les unités militaires stationnées dans le périmètre de la base de Défense.
Son état-major, est depuis septembre 2011 situé au sein du quartier général Guillaume, sur la commune de Gap.